# Ferdinand von Nettelbladt
Ferdinand von Nettelbladt, vollständig Ferdinand Christian Erhard Freiherr von Nettelbladt (* 8. April 1830 in Rostock; † 17. Dezember 1883 in Ludwigslust) war ein deutscher Offizier und langjähriger Erzieher des Erbgroßherzogs Friedrich Franz III. von Mecklenburg-Schwerin.

## Leben

### Herkunft
Er war der zweite Sohn des Rostocker Universitätsbibliothekars Christian Erhard von Nettelbladt und dessen Frau Anna Friederike Sophie, geborene Ritzerow. Karl von Nettelbladt war sein älterer Bruder.

### Militärkarriere
Nettelbladt besuchte die Große Stadtschule Rostock. Am 13. März 1849 trat er als Freiwilliger in die 4. Kompanie des 2. Großherzoglich Mecklenburgischen Musketier-Bataillons ein. Am 14. April 1849 wurde er Unteroffizier und am 28. Februar 1850 Sekondeleutnant mit Patent vom 4. Mai 1850.
Vom 26. September 1852 bis zum 12. Mai 1856 war er Bataillonsadjutant. Mit dem 1. September 1856 wurde er dem II. Musketier-Bataillon aggregiert und als Adjutant zum Mecklenburgischen Divisionsstab kommandiert. Am 17. Mai 1857 erfolgte seine Beförderung zum Premierleutnant. Am 16. Oktober 1857 wurde er dem II. Garde-Grenadier-Bataillon aggregiert. Vom 1. Mai bis 30. Juli 1858 diente er als Ordonnanzoffizier des Großherzogs Friedrich Franz II. von Mecklenburg-Schwerin. Am 1. Februar 1859 bestellte ihn der Großherzog zum Gouverneur des Erbgroßherzogs Friedrich Franz III., der zu diesem Zeitpunkt sieben Jahre alt war. Am 28. Februar 1860 erhielt er den Charakter als Hauptmann und am 3. Juni 1863 als Hauptmann I. Klasse. Am 1. Juli 1866 wurde er Flügeladjutant des Großherzogs und begleitete ihn während des Deutschen Krieges in das Große Hauptquartier in Böhmen. Von Ende Oktober 1866 bis 1870 lebte er mit dem Erbgroßherzog überwiegend in Dresden, wo dieser das Vitzthumsche Gymnasium besuchte. Als Folge der von Mecklenburg-Schwerin am 24. Juli 1968 mit Preußen abgeschlossenen Militärkonvention wurde Nettelbladt am 10. Oktober 1868 mit Patent vom 3. Juni 1863 in den Verband der Preußischen Armee aufgenommen und am 19. November 1868 zum Major befördert.
Während des Krieges gegen Frankreich 1870/71 war Nettelbladt Begleiter des Erbgroßherzogs und dem Großen Hauptquartier attachiert. Er nahm an den Kämpfen bei Gravelotte, Sedan, Orléans sowie der Belagerung von Paris teil. Nettelbladt wurde mit dem Eisernen Kreuz und dem Militärverdienstkreuz II. Klasse ausgezeichnet. 1872 verließ er den Dienst des Erbgroßherzogs und kehrte in den Truppendienst zurück. Am 11. Juni 1872 wurde er als Kommandeur des I. Bataillons in das Leib-Grenadier-Regiment (1. Brandenburgisches) Nr. 8 versetzt und am 2. September 1873 zum  Oberstleutnant befördert.
Am 12. Dezember 1874 wurde ihm mit Pension und Aussicht auf Anstellung im Zivildienst sowie der Erlaubnis zum Tragen der Regimentsuniform der Abschied bewilligt. Am 2. Februar 1875 wurde er zum Bezirkskommandeur des II. Bataillons (Rostock) des 2. Großherzoglich Mecklenburgischen Landwehr-Regiments Nr. 90 ernannt. Am 13. März 1877 erhielt er den Charakter als Oberst; im selben Jahr wurde er Stadtkommandant von Ludwigslust.

### Familie
Er war mit Klara Louise Oelgard Elisabeth Franziska, geborene von Passow († 1893 in Ludwigslust) verheiratet. Das Paar hatte vier Töchter und vier Söhne. Von diesen wurde der älteste, Friedrich (1859–1894), Jurist und Afrikareisender. Heinrich (* 1864) wanderte im Jahr 1895 in die Vereinigten Staaten aus, wo er Deutschlehrer in Buffalo wurde. Der jüngste Sohn Nicolaus (1879–1961) war nach 1900 Landagent in Deutsch-Südwestafrika, heiratete die Engländerin Jane Walton-Roberts und wurde Gutsverwalter des Besitzes seiner Frau in Glassenbury bei Cranbrook in Kent. Die Tochter Luise (1870–1951) heiratete den Offizier August von der Wense (1854–1902) und wurde die Mutter von Hans Jürgen von der Wense.

## Auszeichnungen
- Komtur des Hausordens der Wendischen Krone[3]
- Kronenorden III. Klasse
- Ehrenritter des Johanniterordens im Jahre 1862
- Komtur II. Klasse des Albrechts-Ordens
- Komtur II. Klasse des Herzoglich Sachsen-Ernestinischen Hausordens am 22. April 1871[4]
- Schaumburg-Lippische Feld-Verdienstmedaille
- Erinnerungskreuz für 1866
- Kriegsdenkmünze für die Feldzüge 1870–71
- Preußisches Dienstauszeichnungskreuz
- Mecklenburgisches Militärverdienstkreuz